# Actinidia truncatifolia
Actinidia truncatifolia là một loài thực vật có hoa trong họ Dương đào. Loài này được C.Y.Chang & P.S.Liu mô tả khoa học đầu tiên năm 1984.